# بیرینجی چای‌لی
بیرینجی چای‌لی (به لاتین: Birinci Çaylı) یک منطقه مسکونی در جمهوری آذربایجان است که در شهرستان شماخی واقع شده است. بیرینجی چای‌لی ۱۶۸۶ نفر جمعیت دارد.